# Mitsubishi Pajero Pinin
O Mitsubishi Pajero Pinin é um SUV 4x4 de porte pequeno-médio, produzido pela Mitsubishi Motors desde 15 de junho de 1998, na carroçaria de três portas, e a partir de 24 de agosto de 1998 como uma carroçaria de cinco portas. "Pinin" é um nome derivado do italiano "Pequenino".
Foi exportado como Montero iO para países de língua espanhola, e para a Europa como Pajero Pinin, Shogun Pinin ou simplesmente Pinin, desenhado pelo estúdio de Design Pininfarina. Além da fabricação no Japão, o modelo era montado em uma fábrica da Mitsubishi perto de Turim, na Itália, e também foi produzido no Brasil, com o nome de Pajero TR4, sob licença da matriz, entre 2002 e 2015, Apesar de aparentar ser um veículo novo, ainda herda a base do modelo original do Pajero Pinin. Além disso, a Pajero TR4 acabou sendo pioneira no mercado de SUV's com tração 4x4 a ser disponibilizado com tecnologia Flex, sendo esta opção oferecida a partir de julho de 2007.